# Theudoria jahyrae
Theudoria jahyrae är en insektsart som beskrevs av Piza Jr. 1977. Theudoria jahyrae ingår i släktet Theudoria och familjen vårtbitare. Inga underarter finns listade i Catalogue of Life.